# خو شين
خو شين أو خو سين (Heshen or Hešen)(مانشو: ؛ (بالصينية: 和珅; البينيين: Héshēn; ويد–جيلز: هو شين)، ولد سنة 1746 وتوفي سنة 22 فبراير عام 1799)، وهو ينتمي إلى شعب المانشو، عشيرة نيو خو لو شي (وتعني الذئب) (Niohuru)، فهوما نشو مسؤول في عهد أسرة تشينغ، ويُعد التابع المفضل للإمبراطور تشيان لونغ (Qianlong Emperor). ولقد تغير اسمه من شاوباو (善保) (Shanbao)، وهو الاسم الذي كان يحمله منذ ولادته إلى خو شين. وكان لقب الاحترام (字) الذي يطلق هو تشوتشاي (致齋). وكان عضوًا في الراية الحمراء الجلية (Plain Red Banner)، إضافة إلى كونه واحدًا من المسؤولين الأكثر فسادًا في تاريخ الصين. يرجع جذور والده إلى شعب المانشو وكان يعمل كضابط عسكري. اُختير ابنه خو شين للذهاب إلى المدرسة الأكثر تميزًا لبنين المانشو الأرستقراطيين. ماتت والدته وهو في سن صغير؛ وقيل إنه وشقيقه الأصغر قد عاشا حياة شاقة في ظل رعاية زوجة أبيهما. ومع ذلك، فقد ذُكر أن خو شين كان طالبًا ممتازًا، يُجيد العديد من اللغات إلى جانب لغتي المندرين والمانشو. عام 1772، بدأ العمل في القصر الإمبراطوري حيث عُين كحارس شخصي له فكانت تنحصر وظيفته على حراسة بوابات المدينة المحرمة.

## لقاؤه بالإمبراطور تشيان لونغ
في سن الخامسة والعشرين، لاحظه الإمبراطور تشيان لونغ. نقلاً عن بعض المصادر، فإن خو شين كان يتمتع بمظهر جذاب، نتيجة لشدة جمال بشرته والاحمرار الفاتن لشفتيه[بحاجة لمصدر]. وقد أثار هذا الشائعات حول الأسباب وراء افتتان الإمبراطور بهذا الرجل.
قيل إن[مِن قِبَل مَن؟]
```
عندما كان الإمبراطور تشيان لونغ لا يزال 
أميرا
 صغيرًا يلعب في 
القصر
، اصطدم بالصدفة 
بغرفةمحظية الإمبراطور
، حيث كانت تضع 
مستحضر التجميل
. فقرر الأمير الصغير ذو الطبيعة الطفولية أن يلعب مزحة على محظية الإمبراطور وهي المشي برفق من وراء ظهرها وإخافتها. فقفزت من مكانها على إثر الهزة المفاجئة؛ وبينما كانت تستدير صدمت الإمبراطور المستقبلي (يقول البعض بمشطها، ويقول آخرون بقبضة يدها). كان هذا بمثابة خرق مباشر للبروتوكول الإمبراطوري، وقد شهدت الواقعة سيدة بلاط آخرى كانت تمر بجوار غرفتها. فعوقبت المحظية بتخفيض رتبتها، ونتيجةً لما تعرضت له من إذلال مفاجئ أقدمت على الانتحار شنقًا. بسبب إحساسه الشديد بالذنب عض تشيان لونغ إصبعه وترك علامة دامية على رقبتها حتى يتعرف عليها في حياتها القادمة. كانت لهذه الحادثة تأثير عميق على تشيان لونغ، وقيل إنه قد وجد خو شين متشابهًا في الملامح الخارجية مع محظية الإمبراطور. افترض بعض المؤرخين أن تشيان لونغ كان يعتقد أن خو شين تجسيد لروح محظية الإمبراطور، والذي عَزَّزَ اعتقاده أن خو شين قد ولد في العام الذي ماتت فيه ويحمل شامة حمراء على عنقه؛ فحاول تشيان لونغ التخلص من الشعور بالذنب فأغْدَقَ عليه بالهدايا والترقيات.
[
بحاجة لمصدر
]
```

## صعوده إلى السلطة
في خلال سنة، تمت ترقية خو شين إلى نائب رئيس مجلس الإيرادات، وبعد مضي شهرين أصبح عضو في المجلس الأكبر. في غضون ثلاثة أشهر، تقلد منصب وزير إدارة شؤون العائلة الإمبراطورية، وهو منصب يشغله عادة أكثر المسؤولين جدارة. في عام 1777، عندما بلغ خو شين سن السابعة والعشرين، مُنح امتياز ركوب فرسه داخل المدينة المحرمة، وهو امتياز مرموق يُعطى فقط للمسؤولين رفيعي المستوى من كبار السن. في فترة قصيرة أُعطي خو شين سلطة التحكم في كلٍ من مجالس الإيرادات والمجلس المدني، وهو الأمر الذي مكنه من السيطرة على إيرادات الإمبراطورية بأكملها، ومن تعيين أعوانه في المناصب الهامة مع المسؤولين.
عزز خو شين روابطه بالإمبراطور عندما تزوج ابنه من الابنة العاشرة والمفضلة للإمبراطور تشيان لونغ في عام 1790. بمجرد أن ضمن محاباة الملك واستحسانه، تمتع خو شين بحرية كاملة؛ حيث لم يكن هناك رقيب على تصرفاته. فصار يرتكب الفساد علنًا ويمارس الابتزاز على نطاقٍ واسع. سار على نهجهأتباعه العاملون في النظام الملكي واستمر زملاؤه العسكريون في الحملات حتى يستفيدوا من عوائد إضافية. كان يقوم خو شينبإلغاء سلطات بعض المسؤولين والإطاحة بالمناصب الرسمية، بما في ذلك المستشار الأكبر، وكان يسرق بانتظام كلاً من الأموال العامة والضرائب. حيث كانت تُجبى الضرائب أكثر من مرة، مما أدى إلى معاناة الشعب. لسوء الحظ، تفاقمت معاناتهم جراء الفيضانات الشديدة لنهر الأصفر - وكان هذا نتيجةً غير مباشرة للفساد حيث قام المسؤولون غير الشرفاء بالاستيلاء على الأموال المخصصة لصيانة القنوات والسدود. ومن ضمن مظاهر الفساد ارتفاع أسعار الأرز الذي أدى إلى موت العديد من الجوع. يعتبر انتشار الفساد والمحسوبية بداية القرن الذي سقطت فيه أسرة تشينغ.
في عام 1793، كان خو شين المسؤول عن استضافة سفارة ماكارتني في البلاط الإمبراطوري.

## سقوطه من السلطة
وصل فساد خو شين المُخزي إلى ذروته عندما تنازل الإمبراطور تشيان لونغ عن عرشه في فبراير 1796، لقد أصبح الضرر الكامل للفساد الآن على نطاقٍ واسع. ومع ذلك، ظل تشيان لونغ يحكم الصين من وراء الكواليس تحت لقب الإمبراطور المتقاعد (Taishang Huang). لم يتمكن الإمبراطور جيا تشينغ من محاكمة خو شين إلا بعد وفاة تشيان لونغ في السابع من فبراير 1799. في الثاني عشر من فبراير، اعتقل كل من خو شين والضابط العسكري فو تشانجان (福長安). ثم صدر مرسوم إمبراطوري أعلن فيه إدانته، وحُكم عليه بالتقطيع إربا حتى الموت. ولكن عفا عنه الإمبراطور جيا تشينغ من هذا الموت المُروع، وعوضا عن ذلك أمره بالانتحار (شنق نفسه بحبل من الحرير الذهبي) في منزله في 22 فبراير وكان ذلك رأفةً بعائلته.
استطاع خو شين أن يجمع ثروة هائلة، بعد أن تمكن من جذب اهتمام الإمبراطور تشيان لونغ والحصول على تأييده وهو في عمر الرابعة والعشرين. وتقدر ثروة خو شين التي تمت مصادرتها في عهد الإمبراطور جيا تشينغ على النحو التالي:
3,000 غرفة في عقاراته وقصوره، 8000 فدان (32 كم²) من الأراضي، 42 فرع بنك، 75 فرع مَرْهَن، 60,000 تيال من النحاس المخلوط بالذهب، 100 سبيكة كبيرة من الذهب الخالص، (1,000 تيال لكل منهم)، 56,600 سبيكة فضة متوسطة الحجم، (100 تيال لكل منها)، 9,000,000 سبيكة فضة صغيرة الحجم، (10 تيال لكل منهم)، 58,000 ليفر/جنيه من العملات الأجنبية، 1,500,000 عملة معدنية من النحاس، 600 رطل من الجينسنغ عالي الجودة الموجود في مدينة جيلين، 1,200 من أحجار اليشم (الجاد) الخلابة، 230 سوار من اللؤلؤ (توازي كل لؤلؤة منهم حجم ثمار الكريز أو اللونجان)، 10 لآلئ كبيرة الحجم (توازي كل واحدة منها حجم ثمرة المشمش)، 10 بلورات من الياقوت الأحمر، 40 بلورة من الياقوت الأزرق، 40 قطعة من أدوات المائدة المصنوعة من الفضة الصلبة، (عشر قطع لكل مائدة)، 40 قطعة من أدوات المائدة المصنوعة من الذهب، (عشر قطع لكل مائدة)، 11 حجرًا مرجانيًا (يزيد ارتفاع كلاً منها عن المتر)، 14,300 لفة قماش من الحرير الفاخر، 20,000 جزة فاخرة من صوف الخراف، 550 قطعة جلد من الثعالب، 850 قطعة جلد من كلاب الراكون، 56,000 قطعة جلد متفاوتة السماكة من الخراف والماشية، 7,000 مجموعة من الملابس الفاخرة (لكافة فصول السنة)، 361,000 زهرية ووعاء مصنوع من البرونز والقصدير، 100,000 قطعة من الأوعية الخزفية المصنعة من قبل فنانين مشهورين، 24 سريرًا مصنوعًا من الذهب الصلب والمُزَخْرف بدقة (كل سرير مرصع بثمانية أنواع مختلفة من الأحجار الكريمة)، 460 ساعة أوروبية عالية الجودة، 606 خادم، 600 امرأة ملك يمين.
قُدر إجمالي ممتلكاته في نهاية المطاف بحوالي 1,100 مليون تيال من الفضة، وزعم أن ثروته تُعادل إيرادات الإمبراطورية في عهد حكومة تشينغ لمدة خمسة عشر عاما. كما تم العثور على كمية كبيرة من الكنوز تشتمل على 240,000 تيال فضية في مقر رئيس الخدم التابع له ليو كوان (Liu Quan). وَسَمَ الإمبراطور جيا تشينغ خو شين باثنتي عشرة جريمة، ومن بينها، ومن بينهم «تحدي السيادة الإمبراطورية» و«تجاوز السلطة» وهما يشكلان نصف الجرائم.
ومع ذلك لم ينته تأثير خو شين بوفاته، بل استمر الفساد في الانتشار عبر مستويات مختلفة داخل وخارج العاصمة، بين كل من الموظفين المدنيين والعسكريين. نمّى مجموعة رجال الرايات عادات جعلتهم قوة عسكرية عديمة الفائدة. كان الجيش الأخضر النموذجي الصيني عامرًا بالممارسات الشاذة كما فقد الكثير من روحه القتالية في أوائل عهد أسرة تشينغ. أدت عادات الترف والإنفاقات الهائلة إلى الانحطاط الأخلاقي والانحدار العام لأسرة تشينغ. أنجز الإمبراطور تشيان لونغ الحملات العشر الكبرى بتكلفة 120 مليون تيال، مقابل عائد سنوي يقدر ب 40 مليون تيال. تلك الإنفاقات الهائلة والنزعة المتزايدة نحو الترف مهدت الطريق إلى عدم الاستقرار المالي في الفترة الأخير من عهد أسرة تشينغ.

## خو شين في الثقافة الشعبية
لمئات السنين، وحتى الوقت الحاضر، تُعتبر شخصية خو شين الشريرة هي الأبرز في الإنتاج المسرحي، والسينمائي والتلفزيوني. يُقدم الصورة الأكثر شهرة لشخصية خو شين الممثل الصيني وانغ جانج (Wang Gang)، والذي يُعطي الشخصية طابعًا كوميديًا باستخدام جسمه الممتلئ.
شهد المسلسل التلفزيوني «الأسرة الحاكمة تشيان لونغ» بالصينية (乾隆王朝 (لعام 2004 إقبالاً شديدًا؛ ولقد مثل فيه الممثل الصيني تشن رويي (Chen Rui) الجانب «الطيب» من شخصية خو شين. ويقال إن تشن رويي أقرب في الملامح إلى خو شين من الممثل وانغ جانج.

## آراء أخرى حول خو شين
كانت على الأرجح السجلات التاريخية لإمبراطورية تشينغ المصدر الرئيسي لعرض الصورة الأوسع انتشارًا لخو شين وفساده وكانت من سلطات الإمبراطور أن يحدد ما يتم الاحتفاظ به من محتوى في هذه الوثائق.
ويقول البعض مجادلاً إن[بحاجة لمصدر] أيًا كان الذي يمليه الإمبراطور يُصبح مضمون تلك السجلات. يمكن أن تكون شكلت العديد من الوظائف الرسمية التي تقلدها خو شين تهديدًا لسلطة الإمبراطور جيا تشينغ؛ مما ولد إحساسًا بالغيرة من سلطته ونفوذه على البلاط الملكي، فضلا عن التهديد المشروع للإمبراطور. لا يَهُم الإمبراطور كثيرًا إذا كان خو شين مسؤولاً نزيهًا يعمل لصالح الإمبراطورية؛ وذلك لأنه لا يزال يحظى بوظيفة مرموقة. من غير المؤكد ما إذا حظي خو شين باحترام كبير من المسؤولين الآخرين خلال عهدتشيان لونغ أم أن الإدارات كانت تخشى نفوذه. قد يعود السبب وراء توجيه اتهامات ضد خو شين عبر الذرائع القانونية التي من شأنها أن تدينه بعقوبة الإعدام إلى خوف جيا تشينغ من نفوذه الواسعة داخل البلاط أو من الغيرة مع تأثير المسؤولين الآخرين الذين لا يحبون خو شين
ويُزعم[مِن قِبَل مَن؟]
```
أن معظم ثروة خو شين كانت في الأصل هدايا من الإمبراطور تشيان لونغ ولم تكن من اختلاس الأموال بارتكاب أعمال فاسدة.
```

## المسكن السابق لخو شين في بكين

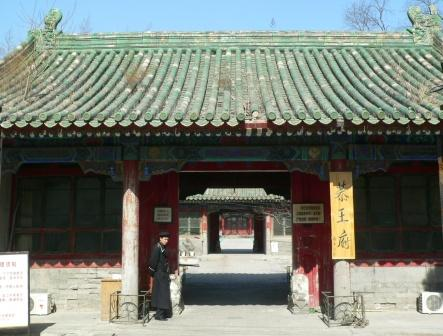
قصر الأمير جونغ، المسكن السابق لخو شين

بعد وفاته بعدة أجيال أُعطي، مسكنه السابق للأمير جونغ ليصبح مقره الرسمي. يقع قصر الأمير غونغ في تشيان هاي رود ويست (Qian Hai Road West)، ولقد أصبح الآن مزارًا للجذب السياحي في بكين.

## العائلة
- الجد-الأكبر (من ناحية الأم)
  - آلانا (A La Na) (阿喇納)، كونت من الدرجة الثالثة فو جيانغ جون (Fujiangjun) (副將軍三等伯(
- الجد (من ناحية الأم)
  - وو مي تاى (伍彌泰) (Wumi Tai) (1713 - 1786)، من المغول من قبيلة الراية الصفراء الجلية
- الجدة (من ناحية الأم)
  - ليدي لنغ يا (Lady Lingiya) (劉佳氏)
- الأب
  - تشانغ باو (Changbao) (常保)
- الأم
  - ليدي وو مي (Lady Wumi) (伍彌氏)
- الأخ الأصغر
  - خو لين (和琳) (26 أغسطس 1753 - 28 سبتمبر 1796)، أب لفينج شن يامين (Fengshen Yimian) وابنتين
- زوجة الأخ الأصغر
  - ليدي تاتارا (Lady Tatara) (他他拉氏)، ابنة سولنجا (Sulinga) (蘇凌阿)، أم فينج شن يامين
- ابن الأخ
  - فينج شن يامين (豐紳宜綿) (1755 - 1813)
- بنات أخيه
  - بنتي خو لين
- الزوجة
  - فنغ جي ون (Feng Jiwen) (馮英廉)؛ حفيدة فنغ ينج ليان (Feng Yinglian) (馮英廉)، وأم فينجشن ياندا، الابن الثاني لخو شين، وأم لثلاث بنات
- المحظية
  - ليدي تشانغ (Lady Chang) (長氏)
- الأبناء
  - فينجشن ياندا (18 فبراير 1775 - مايو 1810) (丰紳殷德)، متزوج من الأميرة كورون هكسياو
  - الابن الثاني (1794-?)
- بناته
  - ثلاث بنات